# Fernando Filoni
Fernando Filoni (sinh năm 1946) là một hồng y của Giáo hội Công giáo Rôma. Ông hiện giữ chức Đại Thống lĩnh Dòng Hiệp sĩ Mộ Thánh Gierusalem . Ông từng giữ chức Tổng trưởng Bộ Loan Báo tin Mừng Cho Các Dân tộc (Bộ Truyền giáo) của Tòa Thánh từ năm 2011 đến năm 2019.

## Tiểu sử

### Thân thế và thời kì linh mục
Hồng y Filoni sinh ngày 15 tháng 4 năm 1946 tại Manduria, tỉnh Taranto thuộc miền Lecce, phía Nam nước Ý. Từ nhỏ, cậu bé người Ý Filoni đã có chí hướng tu tập. Sau một khoảng thời gian dài tu học, Phó tế Filoni đã đủ điều kiện được phong chức linh mục. Ngày 3 tháng 7 năm 1970, tại Galatone (Lecce), Giám mục Rosario Mennonna, Giám mục chính tòa Giáo phận Nardó phong chức. Tân linh mục trẻ tuổi cũng đậu tiến sĩ Triết học và tiến sĩ Giáo luật tại Đại học Giáo hoàng Laterano, với luận án do giáo sư Tarcisio Bertone dòng Don Bosco (S.D.B.) đỡ đầu.
Ngày 3 tháng 7 năm 1981, linh mục Filoni quyết định gia nhập ngành ngoại giao Tòa Thánh. Ông được lần lượt được gửi đi các nước như Sri Lanka, Iran, Brazil để thực hiện các việc mục vụ. Ngoài tiếng Ý, ông còn thông thạo các thứ tiếng khác như Pháp, Tây Ban Nha, Anh và Bồ Đào Nha.
Từ năm 1992 đến 2001, linh mục Filoni giữ nhiệm vụ Tham tán văn hóa Tòa Sứ Thần Tòa Thánh tại Philippines, tuy nhiên, thực tế ông có nhiệm vụ theo dõi từ Hong Kong các sinh hoạt và tình hình khó khăn của Giáo hội Công giáo tại Trung Quốc.

### Tổng giám mục, thăng Hồng y
Ngày 19 tháng 3 năm 2001, Giáo hoàng Gioan Phaolô II tấn phong giám mục cho vụ tân chức Filoni tại Đền thờ Thánh Phêrô và cử đi làm Tổng giám mục Sứ thần Tòa Thánh tại Iraq và Giordani. Năm năm sau đó, ngày 25 tháng 2 năm 2006, Giám mục Filoni được bổ làm Sứ Thần Tòa Thánh tại Philippines. Chưa hết nhiệm kì năm năm, ngày 9 tháng 6 năm 2007, Giáo hoàng Biển Đức XVI quyết định kêu gọi ông về Vatican, bổ nhiệm làm Phụ tá Quốc vụ khanh Tòa Thánh, nhiệm vụ tương đương với Bộ trưởng nội vụ của Tòa Thánh.
Ngày 10 tháng 5 năm 2011, Giáo hoàng bổ nhiệm Tổng giám mục Filoni làm Tổng trưởng Bộ Loan Báo Tin Mừng Cho các Dân tộc kế nhiệm Hồng y Ivan Dias về hưu. Ngoài ra, ông còn là Đại chưởng ấn Đại học Giáo hoàng Urbaniana, Chủ tịch Ủy ban liên bộ về các tu sĩ thánh hiến. Ngày 18 tháng 2 năm 2012, Giáo hoàng Biển Đức XVI vinh thăng tước Hồng y cho ông.
Tổng giám mục Tổng giáo phận Thành phố Hồ Chí Minh Phaolô Bùi Văn Đọc, Chủ tịch Hội đồng Giám mục Việt Nam đã mời Hồng y Filoni viếng thăm Giáo hội Việt Nam từ ngày 21 đến 25 tháng 1 năm 2015.
Ngày 28 tháng 6 năm 2018, Giáo hoàng Phanxicô bất ngờ loan báo sẽ cơ cấu lại Hồng y Đoàn, nâng số lượng Hồng y Đẳng Giám mục lên 10 vị, trong đó bổ nhiệm ông là 1 trong 4 thành viên mới của Đẳng Hồng y Giám mục và giữ nguyên Nhà thờ Hiệu tòa.
Ngày 8 tháng 12 năm 2019, Tòa Thánh thuyên chuyển Hồng y Filoni làm Đại Thống lĩnh Dòng Hiệp sĩ Mộ Thánh Gierusalem.

## Tác phẩm khảo luận
- Thiên Chúa và tha tính trong tư tưởng của Emmanuel Levinas (Dio e l'alterità nel pensiero di Emmanuel Levinas (1979).[2]
- Luân lý như triết học về đời sống trong Socrate (La morale come filosofia della vita in Socrate (1981).[2]
- Từ giáo phận Babilonia của các tín hữu Công giáo la tinh và tòa khâm sứ Tòa Thánh ở Mesopotamia, Kurdistan và Tiểu Armenia tới tòa Sứ thần Tòa Thánh tại Iraq (2006).[2]